# Саузерн-блот
Са́узерн-блот, Са́узерн-бло́ттинг, бло́ттинг по Са́узерну, блот Са́зерна, бло́ттинг Са́зерна, са́зерн-блот, са́зерн-бло́ттинг (от англ. Southern blot) — метод, применяемый в молекулярной биологии для выявления определённой последовательности ДНК в образце. Он заключается в переносе разделённых электрофорезом в агарозном геле фрагментов ДНК на мембранный фильтр и последующем обнаружении в них известной последовательности из ДНК-зонда с помощью гибридизации с ним. Метод называется по имени изобретателя, английского биолога Эдвина Саузерна.    
Другие технологии переноса c помощью промакивания (блота, блоттинга), например вестерн-блот, нозерн-блот, саузвестерн-блот, используют сходные методы, но для определения РНК или белка в образце, и называются по образцу метода, придуманного Саузерном.

## Метод
1. Рестрикция эндонуклеазами рестрикции (рестриктазами) для разрезания высокомолекулярной ДНК на более мелкие фрагменты.
2. Фрагменты ДНК подвергаются электрофорезу в агарозном геле для разделения по длине.
3. Если присутствуют фрагменты ДНК длиннее 15 тыс. п. н., перед переносом гель обрабатывают, например, соляной кислотой. Это вызывает депуринизацию фрагментов ДНК, разбивая их на меньшие части, что облегчает последующий перенос на мембрану.
4. В случае, когда используют щелочной метод переноса, агарозный гель помещают в щелочной раствор, при этом двойная спираль ДНК денатурирует и облегчает связывание отрицательно заряженной ДНК с положительно заряженной мембраной для дальнейшей гибридизации. При этом разрушаются и остатки РНК.
5. Листок нитроцеллюлозной (или нейлоновой) мембраны помещают сверху или снизу от агарозного геля. Давление осуществляют непосредственно на гель или через несколько слоев бумаги. Для успешного переноса необходим плотный контакт геля и мембраны. Буфер переносится капиллярными силами из участка с высоким потенциалом влаги в зону с низким потенциалом влаги (мембрана). При этом осуществляется перенос ДНК из геля на мембрану. Полианионная ДНК связывается с положительно заряженной мембраной силами ионообменных взаимодействий.
6. Для окончательного закрепления ДНК на мембране, последняя нагревается в обычной или вакуумной печи до температуры 80 °C в течение двух часов или освещается ультрафиолетовым излучением (в случае нейлоновых мембран).
7. Осуществляют гибридизацию радиоактивно или флюоресцентно меченного ДНК-зонда, обладающего заранее известной последовательностью ДНК, с мембраной.
8. После гибридизации, излишки ДНК-зонда отмывают с мембраны и картина гибридизации визуализируется на рентгеновской пленке путём авторадиографии (в случае радиоактивного зонда) или оценивают окраску мембраны (в случае использования хромогенного окрашивания).

## Результаты
Гибридизация зонда со специфическим фрагментом ДНК на мембране фильтра указывает на то, что этот фрагмент содержит последовательность ДНК, комплементарную последовательности нуклеотидов зонда.

## Применение
Саузерн-блоттинг, который проводят с геномной ДНК, обработанной эндонуклеазами рестрикции, может быть использован для определения числа копий генов в геноме. Зонд, который гибридизуется только с единственным фрагментом ДНК, который не был разрезан рестриктазами, дает одну полосу на Саузерн-блоте, в то время как множественные полосы на блоте указывают на то, что зонд гибридизовался с несколькими идентичными последовательностями. Изменения условий гибридизации (повышение температуры, при которой проводят гибридизацию, изменение концентрации соли) приводят к повышению специфичности и снижению гибридизации с близкими, но не идентичными последовательностями.
Саузерн-блоттинг - это универсальная техника, используемая для различных анализов ДНК:
- Анализ фрагментов ДНК: Обнаруживает специфические последовательности ДНК, определяя их наличие, размер и количество копий в образце.[6]
- Картирование генов: Карта гены к хромосомным местоположениям, используя специфические ДНК-зонды.[6]
- Анализ метилирования ДНК: Исследует паттерны метилирования ДНК для изучения регуляции генов и эпигенетики.[7]
- Диагностика генетических заболеваний: Обнаруживает мутации или аномалии в специфических генах, вызывающие заболевания.
- Форензический анализ: Используется для профилирования и идентификации ДНК, особенно с использованием коротких тандемных повторов (STR).
- Клонирование на основе гомологии: Определяет и получает полные последовательности генов с помощью комплементарных олигонуклеотидов.[8]
- Изучение хромосомных и генетических перестроек: Анализирует хромосомные или генетические перестройки для понимания генетических изменений.
- Сравнительная геномика: Идентифицирует схожие последовательности у различных видов, способствуя эволюционным исследованиям.
- Идентификация размера фрагментов ДНК: Идентифицирует специфические рестрикционные фрагменты в смесях ДНК.[9]
- Обнаружение генетических изменений: Обнаруживает генетические изменения, такие как вставки, делеции и точечные мутации, влияющие на рестрикционные сайты.[10]
- Рестрикционное картирование и анализ однонуклеотидных полиморфизмов (SNP): Важен для картирования последовательностей ДНК и идентификации однонуклеотидных полиморфизмов (SNP).[11]
- Идентификация личности и диагностика заболеваний: Используется для ДНК-дактилоскопии и обнаружения генетических мутаций, связанных с заболеваниями.[12]